# Parafia św. Michała Archanioła w Chabielicach
Parafia Świętego Michała Archanioła w Chabielicach w dekanacie szczercowskim, w archidiecezji łódzkiej – położona na jej południowym krańcu, w powiecie bełchatowskim. Graniczy z parafiami w: Rząśni, Stróży, Szczercowie, Ruścu, Kaszewicach, Kleszczowie i w Sulmierzycach.
Parafia zrzesza ok. 1800 wiernych z miejscowości: Chabielice, Janówka, Kamień, Kieruzele, Leśniaki, Malenie, Osiny, Osiny-Kolonia, Puszcza, Stanisławów Pierwszy, Stanisławów Drugi, oraz Tatar. Do parafii należały też nieistniejące już miejscowości Młynki i Parchliny – obecnie jest to teren odkrywki Szczerców KWB Bełchatów.

## Historia
Parafia erygowana w 1649 roku przez arcybiskupa gnieźnieńskiego Macieja Łubieńskiego herbu Pomian.
Przed powołaniem parafii istniał w Chabielicach kościół filialny parafii św. Leonarda w Puszczy Osińskiej, wybudowany w 1597 przez rodzinę Chabielskich herbu Wieniawa – ówczesnych dziedziców wsi.
W 1643 stanął nowy kościół pw. Świętej Trójcy ufundowany przez Macieja Chabielskiego. Przy kościele funkcjonowała szkółka parafialna z 1 nauczycielem.
W skład erygowanej w 1649, dzięki zabiegom i wpływom Chabielskich, parafii wchodziły wsie: Chabielice, Ług, Młynki, Parchliny oraz Zalas. Parafia należała do dekanatu szadkowskiego w arcybiskupstwie gnieźnieńskim.
W 1776 kasztelanowa Konstancja z Jordanów Walewska ufundowała nową świątynię. Był to drewniany modrzewiowy kościół pw. Świętego Michała Archanioła, który konsekrował 25 września 1776 Michał Kociesza Kosmowski biskup martyropolitański opat trzemeszyński.
Parafia znacznie zwiększyła swój zasięg w 1790, w roku tym dekretem consistorium  gnieźnieńskiego zlikwidowano parafię w Puszczy Osińskiej. Do parafii Chabielice dołączyły wsie Osiny i Puszcza. Jak podaje Słownik geograficzny Królestwa Polskiego, w XIX wieku parafia Chabielice należała do dekanatu piotrkowskiego i liczyła 2857 dusz. W tym czasie skład parafii wchodziły wsie i osady: Chabielice, Huta, Janówka, Kamień, Kieruzele, Leśniaki, Młynki, Nowy Świat, Osiny, Podwinek, Parchliny, Puszcza, Stanisławów Górny i Dolny oraz Tatar.
Po powstaniu styczniowym władze carskie w ramach represji za udział mieszkańców w powstaniu, ukazem z dnia 8 kwietnia 1866 zlikwidowały parafię Stróża. Włączono ją do parafii Chabielice, gdzie pozostawała do czasu reaktywacji w 1927.
5 września 1939 spłonął kościół, podpalony przez wojska niemieckich najeźdźców. Hitlerowcy zlikwidowali parafię, na plebanii urządzili posterunek żandarmerii i areszt z trzema celami.
Po wojnie nabożeństwa odprawiane były w prowizorycznej drewnianej świątyni, wybudowanej przez parafian i ks. Struzika.
15 września 1957 roku poświęcono kamień węgielny pod budowę nowego kościoła. Autorem projektu był architekt Wacław Kowalewski. Kościół powstawał przy dużym zaangażowaniu i ofiarności społeczności lokalnej oraz proboszcza ks. Adama Bąkowicza. Budowę ukończono w 1959. Świątynia została poświęcona 29 września 1961 przez bpa Jana Kulika, a konsekrowana 31 maja 1963 przez bp Jana Fondalińskiego. Prace wykończeniowe w świątyni były prowadzone w czasie administrowania parafii przez ks. Piotra Siczka, a dzięki zaangażowaniu następnego proboszcza, ks. Juliana Ryznara i ofiarom społeczności lokalnej dobudowano wieżę kościelną.

## Proboszczowie od 1812 roku

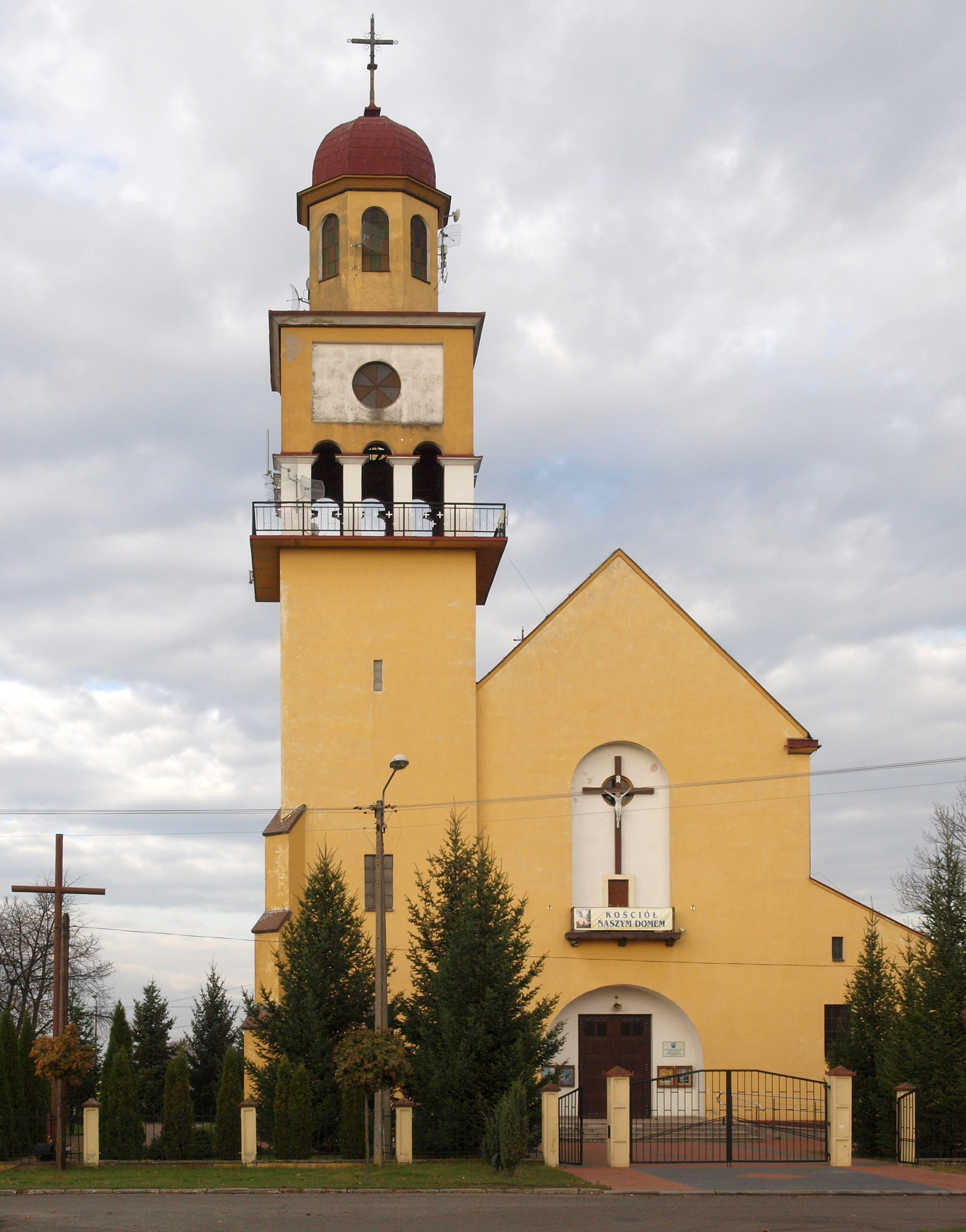
Kościół św. Michała Archanioła, elewacja południowa

| † ks. Bonawentura Wernikowski          | 1812–1816     |
| † ks. Wojciech Ostrowicki              | 1816–1817     |
| † ks. Marcin Zaleski                   | 1819–1821     |
| † o. Antoni Wijakowski – paulin        | 1821–1826     |
| † o. Sebastian Bieniecki – paulin      | 1826–1828     |
| † ks. Marcin Kaniewski                 | 1828–1830     |
| † ks. Feliks Kopczyński                | 1830–1831     |
| † ks. Franciszek Siwczyński            | 1831–1834     |
| † ks. Wincenty Bramiński               | 1834–1840     |
| † o. Gerwazy Bieńkowski – paulin       | 1840          |
| † ks. Stanisław Wiśniewski             | 1840–1868     |
| † ks. Lucjan Szczerbiński              | 1868          |
| † ks. Adam Kamiński                    | 1868–1873     |
| † ks. Franciszek Kwiatkowski           | 1873–1919     |
| † ks. Stanisław Nuszkiewicz            | 1919–1923     |
| † ks. Michał Bieliński                 | 1923–1934     |
| † ks. Czesław Patrycy                  | 1934–1938     |
| † ks. Władysław Świderek               | 1938–1939     |
| † ks. Wacław Sikorski                  | 1939(40)–1941 |
| 1941–1945 okres okupacji hitlerowskiej |               |
| † ks. Józef Struzik                    | 1945–1950     |
| † ks. Walenty Liberski                 | 1950–1952     |
| † ks. Adam Bąkowicz                    | 1952–1962     |
| † ks. Piotr Siczek                     | 1962–1972     |
| † ks. Julian Ryznar                    | 1972–1988     |
| † ks. Sławomir Orłowski                | 1988–1999     |
| ks. Janusz Sawicki                     | 1999–2010     |
| ks. Krzysztof Nowak                    | 2010–2014     |
| ks. Stanisław Haładaj                  | 2014-2019     |
| ks. Piotr Skura                        | 2019-2024     |
| ks. Paweł Słabaszewski                 | 2024-         |

### Wikariusze w parafii od 1945
- ks. Zenon Witaszek
- ks. Eugeniusz Grabowski
- ks. Stefan Kałuziak
- ks. Stanisław Mazur
- ks. Józef Grabarczyk
- ks. Czesław Rosiak 1962–1963
- ks. Stanisław Skura 1963–1964
- ks. Czesław Białas 1964–1965
- ks. Bogdan Bakies 1965–1966
- ks. Jan Dresler 1966–1967
- ks. Czesław Nowak 1967–1971
- ks. Bolesław Marat 1971–1972
- ks. Grzegorz Kaźmierczak 1972–1975
- ks. Bogdan Walczak 1975–1978
- ks. Ryszard Twardowski 1978–1980
- ks. Andrzej Chycki 1980–1983

## Wyposażenie kościoła
- Figura Matki Bożej Królowej wszechświata i nowy obraz św. Michała Archanioła w głównym ołtarzu, w bocznej kaplicy ołtarz z kopią łaskami słynącego obrazu Matki Boskiej Chabielickiej, namalowaną w 1969 przez Zofię Wojciechowską-Grabską, obraz Matki Bożej Nieustającej Pomocy, odnowione w 2014 tabernakulum, organy elektroniczne firmy Johannus i Jamaha, zainstalowano ogrzewanie świątyni, przed kościołem pomnik Jana Pawła II.

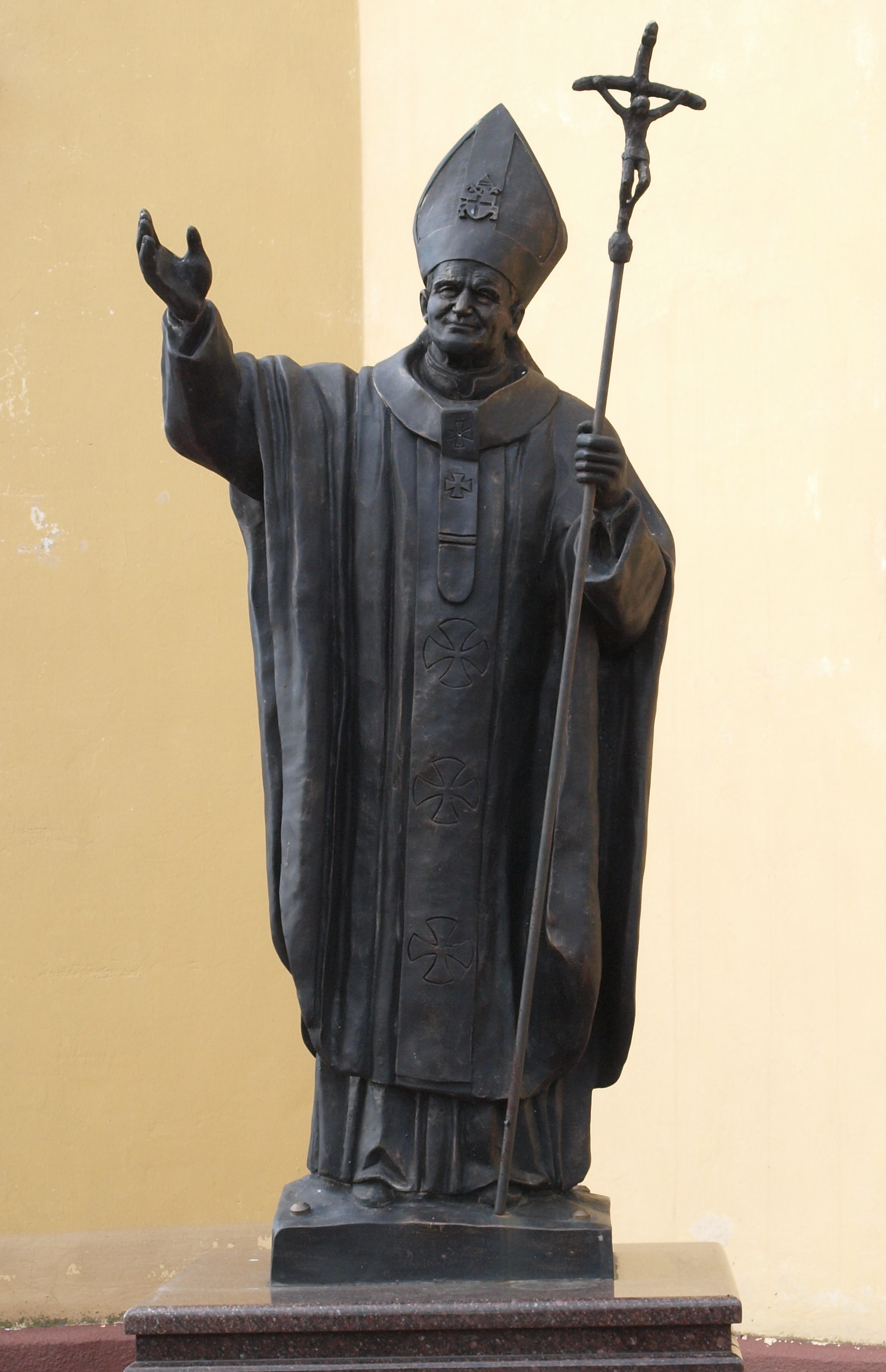

## Plebania
Plebania wybudowana w 2004 roku na miejscu starej z 1902.

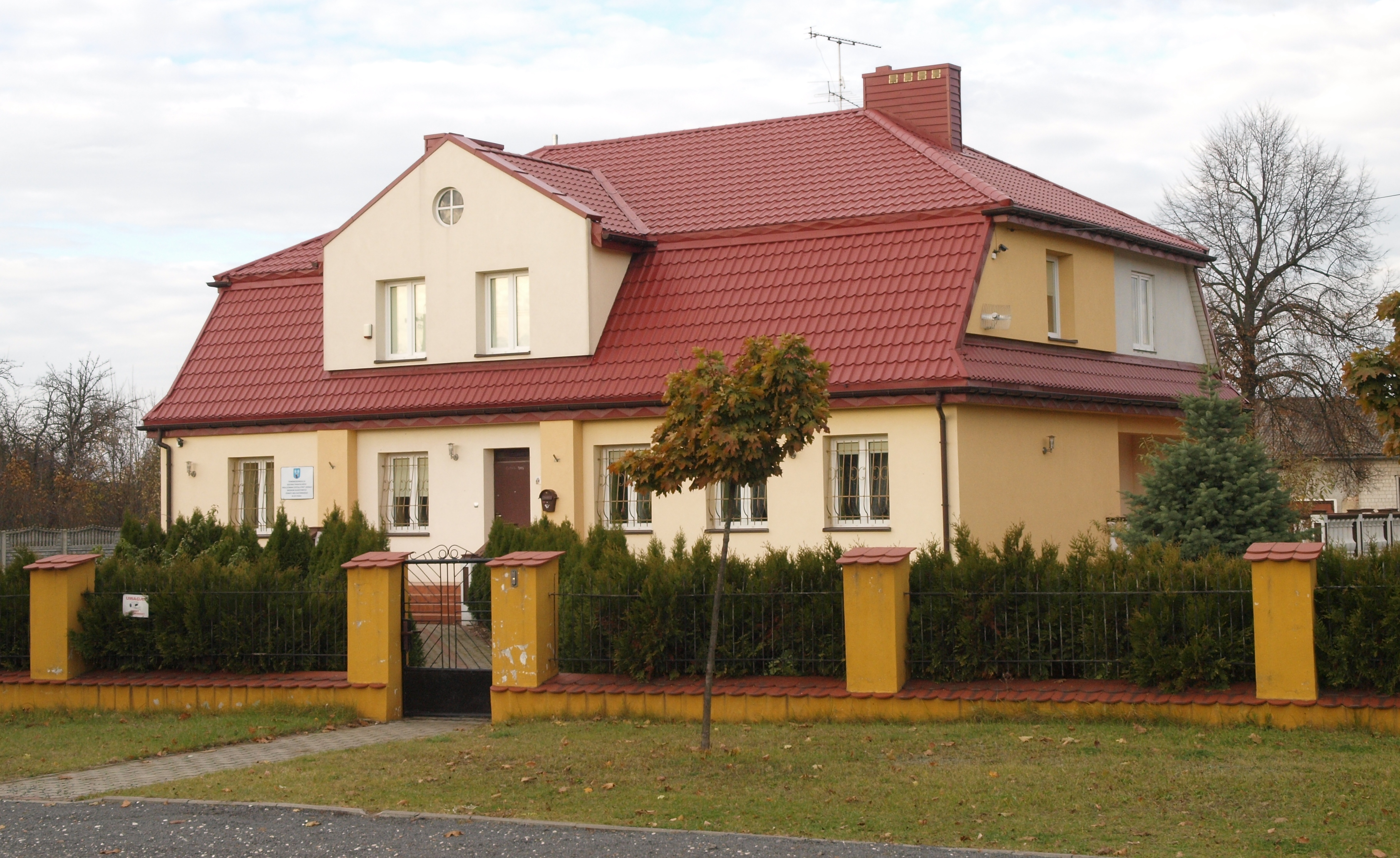
Plebania

## Księża pochodzący z parafii
- ks. Szymon z Chabielic Chabielski – kanonik poznański (1525), przedtem był scholastykiem gnieźnieńskim i proboszczem kieleckim.
- ks. Szymon Chabielski – syn Jana i Katarzyny ze Smoguleckich, kanonik poznański (1543)
- ks. Stefan Jachimczak, wyśw. 1973

### Zakonnicy pochodzący z parafii
- † o. Zenon Spaliński OFMConv., wyśw. 1957, franciszkanin.